# Placa de guix laminat

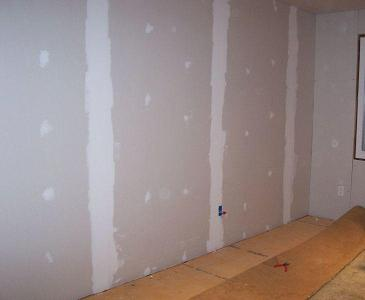
Plaques de guix laminat formant un envà.

La placa de guix laminat, cartó guix, cartroguix o tauler de guix (sovint també conegudes pels noms comercials Pladur i Durlock) és un material de construcció format principalment per plaques amb nucli de guix recobertes a totes dues bandes per capes de cel·lulosa especial o cartró. Es fa servir per a fer envans, cels rasos, prestatgeries i altres estructures. Generalment s'utilitza en forma de panells, taulers industrialitzats o plaques.

## Característiques

### Inflamabilitat
Gràcies al sulfat de calci hidratat que conté, és un material no inflamable. En exposar-se al foc, el sulfat de calci hidratat perd les molècules d'aigua per evaporació, retardant la propagació del foc durant uns minuts. En assecar-se o deshidratar el sulfat de calci es desintegra i la placa s'enfonsa permetent finalment el pas del foc a l'altre costat de l'envà. Així i tot, cal que estigui correctament instal·lat per servir de barrera contra les flames, ja que qualsevol perforació o espai petit permetrà el pas del foc abans que la placa no s'hagi desintegrat.
Una placa més gruixuda resisteix més temps l'embat del foc que una altra del mateix tipus però més prima. Dues plaques instal·lades una sobre l'altra també ofereixen major resistència als incendis, i en aquests casos és recomanable que els entroncaments estiguin alternats per oferir major resistència. Existeixen versions especials fabricades amb compostos que resisteixen al foc de forma més perllongada.

### Aïllament acústic
Les plaques de guix laminat tenen una massa molt reduïda, de manera que per si soles no proporcionen gaire aïllament acústic. Aquest aïllament se sol obtenir mitjançant la col·locació d'un material absorbent col·locat a l'interior de la cambra de l'envà, o bé entre la placa i l'element de suport.

### Aïllament tèrmic
Les plaques de guix laminat per si soles no proporcionen un bon aïllament tèrmic. Si es vol aconseguir aquest efecte, se sol recobrir l'interior dels murs o sostres amb fibra de vidre, plaques sòlides d'escuma o altres materials amb aquesta propietat.

### Resistència a la humitat
Existeixen plaques de guix resistents a la humitat, que s'empren en habitacions usualment humides o exposades a esquitxades ocasionals com ara banys, sales de neteja o cuines. Les plaques de guix resistents a la humitat estan fabricades amb paper tractat que retarda l'absorció de l'aigua i el creixement de fongs. A més, el nucli de la placa pot contenir additius especials perquè no es taquin ni es desintegrin. Així i tot, les plaques de guix no estan indicades per exposicions a grans quantitats d'aigua, per tant no estan pensades per aguantar l'acció directa de la pluja, dutxes, saunes o altres ambients amb humitats elevades.